# Palača Tartaglia u Splitu
Palača Tartaglia je palača hrvatske plemićke obitelji Tartaglia u Splitu. Nalazi se na adresi Šubićeva 2, Split.
Sagrađena je 18. stoljeću, po uzoru na mletačke barokne palače. Palača u svom središtu ima dvorište, do kojeg se dolazi od ulaznog portala, a stambeni blokovi su raspoređeni uokolo.

## Zaštita
Pod oznakom Z-5769 zavedena je kao nepokretno kulturno dobro - pojedinačno, pravna statusa zaštićena kulturnog dobra, klasificirano kao "profana graditeljska baština".

## Vanjske poveznice
|  | Zajednički poslužitelj ima još gradiva o temi Tartaglia Palace in Split |